# Neuville-sur-Ailette
Neuville-sur-Ailette är en kommun i departementet Aisne i regionen Hauts-de-France i norra Frankrike. Kommunen ligger  i kantonen Craonne som ligger i arrondissementet Laon. År 2022 hade Neuville-sur-Ailette 119 invånare.

## Befolkningsutveckling
Antalet invånare i kommunen Neuville-sur-Ailette
Referens: INSEE